# Owls Head
Owls Head ist eine Town im Knox County des Bundesstaats Maine in den Vereinigten Staaten. Im Jahr 2020 lebten dort 1504 Einwohner in 1080 Haushalten auf einer Fläche von 86,35 km².

## Geografie
Nach dem United States Census Bureau hat Owls Head eine Gesamtfläche von 50,79 km², von der 23,00 km² Land sind und 27,79 km² aus Gewässern bestehen.

### Geografische Lage
Die Town Owls Head befindet sich auf dem östlichen Teil des Festlandes des Knox Countys. Zum Gebiet der Town gehören mehrere Inseln in der Penobscot Bay des Atlantischen Ozeans, unter anderem Ash Island und Spaulding Island. Die Oberfläche ist eben, ohne nennenswerte Erhebungen.

### Nachbargemeinden
Alle Entfernungen sind als Luftlinien zwischen den offiziellen Koordinaten der Orte aus der Volkszählung 2010 angegeben.
- Norden: Rockland, 6,6 km
- Nordosten: North Haven, 13,6 km
- Osten: Vinalhaven, 31,4 km
- Süden: Muscle Ridge Islands, Unorganized Territory, 4,2 km
- Westen: South Thomaston, 6,7 km
- Nordwesten: Thomaston, 10,9 km

### Stadtgliederung
In Owls Head gibt es mehrere Siedlungsgebiete: Ash Point, Crescent Beach, Crocketts Beach, Head of the Bay, Holiday Beach, Ingrahams Beach, Lucia Beach und Owls Head (Owls Head Village).

### Klima
Die mittlere Durchschnittstemperatur in Owls Head liegt zwischen −6,8 °C (20 °Fahrenheit) im Januar und 20,6 °C (69 °Fahrenheit) im Juli. Damit ist der Ort gegenüber dem langjährigen Mittel der USA um etwa 6 Grad kühler. Die Schneefälle zwischen Oktober und Mai liegen mit bis zu zweieinhalb Metern mehr als doppelt so hoch wie die mittlere Schneehöhe in den USA; die tägliche Sonnenscheindauer liegt am unteren Rand des Wertespektrums der USA.

## Geschichte
Die Gegend um Owls Head bekam ihren Namen von Seefahrern, die im Jahr 1759 die Landzunge von Owls Head, die weit in die Penobscot Bay ragt, mit der Statur einer Eule verglichen hatten.
Die Town Owls Head wurde am 9. Juli 1921 als eigenständige Town organisiert. Zuvor gehörte das Gebiet von Owls Head zur Town South Thomaston. Grund für die Trennung von South Thomaston war die Unzufriedenheit der Bewohner mit dem Zustand ihrer fünf kleinen Einraum-Schulen. Die Town hatte ihre erste Stadtversammlung am 29. August 1921 in der Owls Head School.

### Einwohnerentwicklung
| Volkszählungsergebnisse – Town of Owls Head, Maine | Volkszählungsergebnisse – Town of Owls Head, Maine | Volkszählungsergebnisse – Town of Owls Head, Maine | Volkszählungsergebnisse – Town of Owls Head, Maine | Volkszählungsergebnisse – Town of Owls Head, Maine | Volkszählungsergebnisse – Town of Owls Head, Maine | Volkszählungsergebnisse – Town of Owls Head, Maine | Volkszählungsergebnisse – Town of Owls Head, Maine | Volkszählungsergebnisse – Town of Owls Head, Maine | Volkszählungsergebnisse – Town of Owls Head, Maine | Volkszählungsergebnisse – Town of Owls Head, Maine |
| Jahr                                               | 1900                                               | 1910                                               | 1920                                               | 1930                                               | 1940                                               | 1950                                               | 1960                                               | 1970                                               | 1980                                               | 1990                                               |
| -------------------------------------------------- | -------------------------------------------------- | -------------------------------------------------- | -------------------------------------------------- | -------------------------------------------------- | -------------------------------------------------- | -------------------------------------------------- | -------------------------------------------------- | -------------------------------------------------- | -------------------------------------------------- | -------------------------------------------------- |
| Einwohner                                          |                                                    |                                                    |                                                    | 574                                                | 609                                                | 784                                                | 994                                                | 1281                                               | 1633                                               | 1574                                               |
| Jahr                                               | 2000                                               | 2010                                               | 2020                                               | 2030                                               | 2040                                               | 2050                                               | 2060                                               | 2070                                               | 2080                                               | 2090                                               |
| Einwohner                                          | 1601                                               | 1580                                               | 1504                                               |                                                    |                                                    |                                                    |                                                    |                                                    |                                                    |                                                    |

## Kultur und Sehenswürdigkeiten

### Museen
Das Transportation Museum Maine befindet sich in Owls Head. Die Sammlung des 1974 gegründeten Museums umfasst mehr als 150 historische Automobile, Flugzeuge, Motorräder und Fahrräder.

### Bauwerke
In Owls Head wurde 1978 die Owls Head Light Station unter Denkmalschutz gestellt und unter der Register-Nr. 78000183 ins National Register of Historic Places aufgenommen.

### Parks
Der Owls Head State Park befindet sich auf der Landzunge im Osten der Town, auf der sich die 1852 erbaute Owls Head Light Station befindet. Er wird gemeinsam von der United State Coast Guard und dem Maine Department of Agriculture, Conservation and Forestry verwaltet.
Im Südwesten liegt der Birch Point State Park, ein öffentliches, etwa 25 Hektar großes Erholungsgebiet.

## Wirtschaft und Infrastruktur

### Verkehr
Die Maine State Route 73 verläuft durch die nordwestliche Ecke der Town und verbindet Owls Head mit Rockland im Norden und South Thomaston im Südwesten.
Der Knox County Regional Airport befindet sich im Westen von Owls Head.

### Öffentliche Einrichtungen
Es gibt keine medizinischen Einrichtungen oder Krankenhäuser in Owls Head. Die nächstgelegenen befinden sich in Rockland und Camden.
In Owls Head gibt es keine eigene Bücherei. Die nächstgelegenen befinden sich in Rockland und South Thomaston.

### Bildung
Owls Head gehört zusammen mit Cushing, Rockland, South Thomaston und Thomaston zum Regional School Unit 13.
Im Schulbezirk werden mehrere Schulen angeboten:
- Cushing Community School; Schulklassen Kindergarten bis 5. Schuljahr, in Cushing
- Thomaston Grammar School; Schulklassen Kindergarten bis 5. Schuljahr, in Thomaston
- Ash Point Community School; Schulklassen Kindergarten bis 5. Schuljahr, in Owls Head
- South School; Schulklassen Kindergarten bis 5. Schuljahr, in Rockland
- Oceanside Middle School; Schulklassen 6–8, in Thomaston
- Oceanside High School; Schulklassen 9–12, in Rockland